# Cristian Poglajen
Cristian Poglajen (* 14. Juli 1989 in Buenos Aires) ist ein argentinischer Volleyballspieler.

## Karriere
Poglajen wurde 2008 mit den argentinischen Junioren Südamerikameister. Im folgenden Jahr erreichte der Nachwuchs den dritten Platz bei der Weltmeisterschaft. Der Außenangreifer, der außerdem einen slowenischen Pass besitzt, spielte in der Saison 2009/10 bei Villa Maria Voley. Anschließend wechselte er zu CA Vélez Sársfield. Mit der A-Nationalmannschaft nahm er an der Weltmeisterschaft 2010 sowie 2010 und 2011 an der Weltliga teil. 2011 spielte Poglajen mit den Argentiniern außerdem im World Cup. Im gleichen Jahr wechselte er zum belgischen Erstligisten Knack Randstad Roeselare. Mit der argentinischen Nationalmannschaft erreichte er bei den Olympischen Spielen 2012 in London das Viertelfinale. Danach spielte Poglajen für eine Saison wieder in seiner Heimat bei Sarmiento Chaco, bevor er 2013 in die polnische Liga zu Effector Kielce wechselte. Danach spielte er in Montes Claros (Brasilien), São José Vôlei (Brasilien), Lomas Vóley (Argentinien), Consar Ravenna (Italien), Ziraat Bankası Ankara (Türkei), Afyon Belediye Yüntaş (Türkei) und Stade Poitevin Poitiers (Frankreich).